# Liste der Naturdenkmale in Herschweiler-Pettersheim
Die Liste der Naturdenkmale in Herschweiler-Pettersheim nennt die im Gemeindegebiet von Herschweiler-Pettersheim ausgewiesenen Naturdenkmale (Stand 27. April 2024).

## Ehemalige Naturdenkmale
| Nr.         | Bezeichnung            | Lage                                                   | Beschreibung                             | Bild                                    |
| ----------- | ---------------------- | ------------------------------------------------------ | ---------------------------------------- | --------------------------------------- |
| ND-7336-411 | Eiche in der Tiefwiese | Herschweiler, nördlich des Ortes; Flur Tiefwiesen Lage | Quercus sp.; Rechtsverordnung aufgehoben | Direkt Bild zu diesem Denkmal hochladen |